# Cueta paula
Cueta paula is een insect uit de familie van de mierenleeuwen (Myrmeleontidae), die tot de orde netvleugeligen (Neuroptera) behoort. 
Cueta paula is voor het eerst wetenschappelijk beschreven door Hölzel in 1983.